# Bunt krwi i żelaza
Bunt krwi i żelaza – polski czarno-biały film fabularny z 1927. Scenariusz na podstawie nowel Ostatnie dzieło i Pociąg Gustawa Daniłowskiego.
Film nie zachował się do dziś.

## Obsada
- Halina Łabędzka – Irena Chełmska
- Oktawian Kaczanowski – Zygmunt
- Włodzimierz Ordyński – Stanisław Zatorski, przyjaciel Zygmunta
- Lech Owron – dziennikarz Ryszard Wertczyński
- Wanda Zawiszanka – pokojówka